# 多时间维度
在物理學和哲學上面，有時會討論到時間並不是只有一個維度的可能性。

## 科幻討論
BBC影集超時空博士裡面，博士不斷提到一個「時空裂痕」，以及在第一以及第二次元之間的跳躍，不過裡面情節比較傾向虛構。 

## 相關頁面
- 維度

## 外部連結
- Itzhak Bars, Gauge Symmetry in Phase Space, Consequences for Physics and Spacetime, Int.J.Mod.Phys. A25 (2010) 5235-5252, arXiv:1004.0688 [hep-th].
- Itzhak Bars, John Terning, Extra dimensions in space and time （页面存档备份，存于）, New York, Springer, Multiversal journeys series, 2010, ISBN 978-0-387-77638-8. DOI 10.1007/978-0-387-77638-5.